# كيك شيميزو
كيك شيميزو (باليابانية: 清水 慶記) (10 ديسمبر 1985 في غونما في اليابان – )؛ هو لاعب كرة قدم ياباني سابق كان يلعب كحارس مرمى.

## وصلات خارجية
- كيك شيميزو على موقع رابطة كرة القدم اليابانية للمحترفين (اليابانية)
- كيك شيميزو على موقع قاعدة بيانات كرة القدم.إي يو (الإنجليزية)
- كيك شيميزو على موقع Soccerway.com (الإنجليزية)
- كيك شيميزو على موقع عالم كرة القدم.نت (الإنجليزية)
- كيك شيميزو على موقع كووورة